# Berliner Landespokal 1991/92
Der Paul-Rusch-Pokal 1991/92 war die 66. Austragung des Berliner Landespokals der Männer im Amateurfußball, der vom Berliner Fußball-Verband durchgeführt wurde. Nachdem im Laufe der Vorsaison die Deutsche Wiedervereinigung vollzogen wurde, nahmen die ehemaligen Ost-Berliner Vereine nach 1949/50 wieder am Wettbewerb teil. Die Amateure von Hertha BSC wurde nach 1976 zum zweiten Mal Landespokalsieger, in dem man im Finale die Reinickendorfer Füchse mit 1:0 besiegte. Damit qualifizierten sich die Hertha Amateure für den DFB-Pokal 1992/93, wo man bis ins Finale vordrang.

## Kalender
Die Spiele des diesjährigen Berliner Landespokal wurden an folgenden Terminen ausgetragen:
| Runde         | Datum                           | Spiele | Vereine   |
| ------------- | ------------------------------- | ------ | --------- |
| 1. Hauptrunde | 3. – 8. August 1991             | 104    | 211 → 107 |
| 2. Hauptrunde | 11. – 15. August 1991           | 43     | 107 → 640 |
| 3. Hauptrunde | 3. – 11. September 1991         | 32     | 64 → 32   |
| 4. Hauptrunde | 20. Oktober – 20. November 1991 | 16     | 32 → 16   |
| Achtelfinale  | 19. Januar – 9. Februar 1992    | 8      | 16 → 80   |
| Viertelfinale | 1. – 23. April 1992             | 4      | 8 → 4     |
| Halbfinale    | 22. April – 23. Mai 1992        | 2      | 4 → 2     |
| Finale        | 29. Mai 1992                    | 1      | 2 → 1     |

## Teilnehmende Mannschaften
Am Berliner Landespokal 1991/92 nahmen bis auf SV Bau-Union Berlin (Kreisliga B) und TSV Marzahn (Kreisliga C) alle weiteren 211 Berliner Mannschaften von der Oberliga Nordost bis zur Kreisliga C teil.
Die Mannschaften gliederten sich für den Berliner Landespokal wie folgt nach Ligaebene auf (In Klammern ist die Ligaebene angegeben, in der der Verein spielt):
| Oberliga Nordost Staffel Nord Berliner Vertreter der Saison 1991/92 | Oberliga Nordost Staffel Mitte Berliner Vertreter der Saison 1991/92 | Landesliga 1. Abteilung 16 Vertreter der Saison 1991/92 | Landesliga 2. Abteilung 16 Vertreter der Saison 1991/92 |
| - Tennis Borussia Berlin (OL) - Spandauer SV (OL) - Reinickendorfer Füchse (OL) - Spandauer BC 06 (OL) - Wacker 04 Berlin (OL) - BFC Preussen (OL) - FC Berlin (OL) - PFV Bergmann-Borsig (OL) | - Türkiyemspor Berlin (OL) - Hertha 03 Zehlendorf (OL) - Hertha BSC Amateure (OL) - Blau-Weiß 90 Berlin Amateure (OL) - SC Charlottenburg (OL) - SC Gatow (OL) - VfB Lichterfelde (OL) - NSC Marathon 02 (OL) - FV Wannsee (OL) - Berlin Türkspor (OL) - 1. FC Union Berlin (OL) - BSV Rotation Berlin (OL) - SV Lichtenberg 47 (OL) | - Rapide Wedding (LL) - 1. FC Wilmersdorf (LL) - 1. FC Lübars (LL) - Frohnauer SC (LL) - SC Staaken (LL) - Mariendorfer SV 06 (LL) - BSC Rehberge 1945 (LL) - 1. FC Neukölln (LL) - TSV Eiche Köpenick (LL) - SV Motor Köpenick (LL) - VSG Altglienicke (LL) - Grünauer BC (LL) - SV Berliner VG 49 (LL) - Blau-Weiß Hohen Neuendorf (LL) - Berolina Stralau (LL) - Eintracht Mahlsdorf (LL) | - Tasmania Berlin (LL) - SC Siemensstadt (LL) - TSV Rudow (LL) - Schwarz-Weiß Spandau (LL) - 1. FC Wacker Lankwitz (LL) - SC Teutonia Spandau (LL) - Weddinger FC (LL) - SC Union 06 Berlin (LL) - SV Empor Berlin (LL) - Wartenberger SV (LL) - SV Blau-Gelb Berlin (LL) - Treptower SV 1949 (LL) - SG Eumako Weißensee (LL) - SC Borussia 1920 Friedrichsfelde (LL) - SV Schmöckwitz-Eichwalde (LL) - Fortuna Biesdorf (LL) |
| Kreisliga A Saison 1991/92 | | | |
| 64 Vertreter der vier Abteilungen (KLA) | | | |
| Kreisliga B Saison 1991/92 | Kreisliga B Saison 1991/92 | Kreisliga C Saison 1991/92 | Kreisliga C Saison 1991/92 |
| 63 Vertreter der vier Abteilungen (KLB) | 63 Vertreter der vier Abteilungen (KLB) | 31 Vertreter der zwei Abteilungen (KLC) | 31 Vertreter der zwei Abteilungen (KLC) |
| Ligaebene in Klammern: • OL = Oberliga • LL = Landesliga • KLA = Kreisliga A • KLB = Kreisliga B • KLC = Kreisliga C                                                                           | | | |

## Spielmodus
Der Berliner Landespokal 1991/92 wurde im K.-o.-System ausgetragen. Es wurde zunächst versucht, in 90 Minuten einen Gewinner auszuspielen. Stand es danach unentschieden, kam es wie in anderen Pokalwettbewerben zu einer Verlängerung von 2 × 15 Minuten. War danach immer noch keine Entscheidung gefallen, wurde im Gegensatz zu den Vorjahren, der Sieger nicht in einem Wiederholungsspiel, sondern gleich im Elfmeterschießen nach dem bekannten Muster ermittelt.

## Turnierbaum
|  | Achtelfinale | Achtelfinale            | Achtelfinale             |                        |                        | Viertelfinale | Viertelfinale | Viertelfinale |  |  | Halbfinale | Halbfinale | Halbfinale |  |  | Finale | Finale | Finale |
|  |              |                         |                          |                        |                        |               |               |               |  |  |            |            |            |  |  |        |        |        |
|  | KLA          | Minerva 93 Berlin       | 1                        |                        |                        |               |               |               |  |  |            |            |            |  |  |        |        |        |
|  | KLA          | MSV Normannia 08        | 5                        |                        |                        |               |               |               |  |  |            |            |            |  |  |        |        |        |
|  | KLA          | MSV Normannia 08        | 5                        | KLA                    | MSV Normannia 08       | 2             |               |               |  |  |            |            |            |  |  |        |        |        |
|  |              |                         |                          | KLA                    | MSV Normannia 08       | 2             |               |               |  |  |            |            |            |  |  |        |        |        |
|  |              |                         | OL                       | Tennis Borussia Berlin | 4                      |               |               |               |  |  |            |            |            |  |  |        |        |        |
|  | OL           | Tennis Borussia Berlin  | OL                       | Tennis Borussia Berlin | 4                      | 9             |               |               |  |  |            |            |            |  |  |        |        |        |
|  | OL           | Tennis Borussia Berlin  |                          |                        |                        | 9             |               |               |  |  |            |            |            |  |  |        |        |        |
|  | KLA          | FC Jugoslawia           | 2                        |                        |                        |               |               |               |  |  |            |            |            |  |  |        |        |        |
|  | KLA          | FC Jugoslawia           | 2                        | OL                     | Tennis Borussia Berlin | 1             |               |               |  |  |            |            |            |  |  |        |        |        |
|  |              |                         |                          | OL                     | Tennis Borussia Berlin | 1             |               |               |  |  |            |            |            |  |  |        |        |        |
|  |              | OL                      | Reinickendorfer Füchse b | 1                      |                        |               |               |               |  |  |            |            |            |  |  |        |        |        |
|  | OL           | OL                      | Reinickendorfer Füchse b | 1                      | Reinickendorfer Füchse | 1             |               |               |  |  |            |            |            |  |  |        |        |        |
|  | OL           |                         |                          |                        | Reinickendorfer Füchse | 1             |               |               |  |  |            |            |            |  |  |        |        |        |
|  | OL           | PFV Bergmann-Borsig     | 0                        |                        |                        |               |               |               |  |  |            |            |            |  |  |        |        |        |
|  | OL           | PFV Bergmann-Borsig     | 0                        | OL                     | Reinickendorfer Füchse | 3             |               |               |  |  |            |            |            |  |  |        |        |        |
|  |              |                         |                          | OL                     | Reinickendorfer Füchse | 3             |               |               |  |  |            |            |            |  |  |        |        |        |
|  |              |                         | OL                       | Spandauer SV           | 1                      |               |               |               |  |  |            |            |            |  |  |        |        |        |
|  | OL           | VfB Lichterfelde        | OL                       | Spandauer SV           | 1                      | 1             |               |               |  |  |            |            |            |  |  |        |        |        |
|  | OL           | VfB Lichterfelde        |                          |                        |                        |               |               |               |  |  |            |            |            |  |  |        |        |        |
|  | OL           | Spandauer SV            | 3                        |                        |                        |               |               |               |  |  |            |            |            |  |  |        |        |        |
|  | OL           | Spandauer SV            | 3                        | OL                     | Reinickendorfer Füchse | 0             |               |               |  |  |            |            |            |  |  |        |        |        |
|  |              |                         |                          |                        |                        |               |               |               |  |  |            |            |            |  |  |        |        |        |
|  |              | OL                      | Hertha BSC Amateure      | 1                      |                        |               |               |               |  |  |            |            |            |  |  |        |        |        |
|  | OL           | OL                      | Hertha BSC Amateure      | 1                      | 1. FC Union Berlin     | 2             |               |               |  |  |            |            |            |  |  |        |        |        |
|  | OL           |                         |                          |                        | 1. FC Union Berlin     | 2             |               |               |  |  |            |            |            |  |  |        |        |        |
|  | OL           | Türkiyemspor Berlin a   | 2                        |                        |                        |               |               |               |  |  |            |            |            |  |  |        |        |        |
|  | OL           | Türkiyemspor Berlin a   | 2                        | OL                     | Türkiyemspor Berlin    | 1             |               |               |  |  |            |            |            |  |  |        |        |        |
|  |              |                         |                          | OL                     | Türkiyemspor Berlin    | 1             |               |               |  |  |            |            |            |  |  |        |        |        |
|  |              |                         | OL                       | Hertha 03 Zehlendorf   | 2                      |               |               |               |  |  |            |            |            |  |  |        |        |        |
|  | OL           | Hertha 03 Zehlendorf    | OL                       | Hertha 03 Zehlendorf   | 2                      | 3             |               |               |  |  |            |            |            |  |  |        |        |        |
|  | OL           | Hertha 03 Zehlendorf    |                          |                        |                        | 3             |               |               |  |  |            |            |            |  |  |        |        |        |
|  | KLA          | Concordia Wittenau      | 1                        |                        |                        |               |               |               |  |  |            |            |            |  |  |        |        |        |
|  | KLA          | Concordia Wittenau      | 1                        | OL                     | Hertha 03 Zehlendorf   | 2             |               |               |  |  |            |            |            |  |  |        |        |        |
|  |              |                         |                          | OL                     | Hertha 03 Zehlendorf   | 2             |               |               |  |  |            |            |            |  |  |        |        |        |
|  |              | OL                      | Hertha BSC Amateure      | 4                      |                        |               |               |               |  |  |            |            |            |  |  |        |        |        |
|  | OL           | OL                      | Hertha BSC Amateure      | 4                      | Wacker 04 Berlin       | 1             |               |               |  |  |            |            |            |  |  |        |        |        |
|  | OL           |                         |                          |                        |                        |               |               |               |  |  |            |            |            |  |  |        |        |        |
|  | OL           | Hertha BSC Amateure     | 3                        |                        |                        |               |               |               |  |  |            |            |            |  |  |        |        |        |
|  | OL           | Hertha BSC Amateure     | 3                        | OL                     | Hertha BSC Amateure    | 2             |               |               |  |  |            |            |            |  |  |        |        |        |
|  |              |                         |                          | OL                     | Hertha BSC Amateure    | 2             |               |               |  |  |            |            |            |  |  |        |        |        |
|  |              |                         | LL                       | 1. FC Wilmersdorf      | 0                      |               |               |               |  |  |            |            |            |  |  |        |        |        |
|  | LL           | 1. FC Wilmersdorf       | LL                       | 1. FC Wilmersdorf      | 0                      | 5             |               |               |  |  |            |            |            |  |  |        |        |        |
|  | LL           | 1. FC Wilmersdorf       |                          |                        |                        |               |               |               |  |  |            |            |            |  |  |        |        |        |
|  | KLB          | BSV Grün-Weiss Neukölln | 0                        |                        |                        |               |               |               |  |  |            |            |            |  |  |        |        |        |

## Ergebnisse

### 1. Hauptrunde
An der 1. Hauptrunde nahmen alle 211 Mannschaften teil, wobei der SV Adler Lichtenrade ein Freilos hatte.
| Datum                 |                                   | Ergebnis              |                                       |
| --------------------- | --------------------------------- | --------------------- | ------------------------------------- |
| Sa 03.08., 15:00 Uhr  | SV Dresdenia 1924 (KLC)           | 6:2 n. V.             | SG Blau-Weiß Buch (KLB)               |
| So 04.08., 10:40 Uhr  | FC Brandenburg 03 (KLA)           | 2:3                   | SG NARVA Berlin (KLA)                 |
| So 04.08., 10:40 Uhr  | RFC Liberta (KLB)                 | 2:4                   | SV Blau-Gelb Berlin (LL)              |
| So 04.08., 13:20 Uhr  | Minerva 93 Berlin (KLA)           | 1:0                   | FC Göztepe 1978 (KLA)                 |
| So 04.08., 15:00 Uhr  | 1. FC Wacker Lankwitz (LL)        | 4:1                   | SV Empor Berlin (LL)                  |
| So 04.08., 15:00 Uhr  | SV Sparta Lichtenberg (KLA)       | 3:1 n. V.             | TSV Oranke (KLB)                      |
| So 04.08., 15:00 Uhr  | SG Schulzendorf (KLA)             | 2:1                   | PSV Concordia Gropiusstadt (KLC)      |
| Sa 04.08., 15:00 Uhr  | Anadoluspor Berlin (KLC)          | 0:0 n. V. (5:4 i. E.) | SV Buchholz (KLB)                     |
| So 04.08., 15:00 Uhr  | SG Burgund Friedrichshagen (KLA)  | 8:2                   | Gosener SV (KLB)                      |
| So 04.08., 15:00 Uhr  | BSC Göktürkspor (KLC)             | 3:1                   | Eintracht Mahlsdorf (LL)              |
| So 04.08., 15:00 Uhr  | BFC Germania 1888 (KLA)           | 8:0                   | SFC Friedrichshain (KLA)              |
| Sa 04.08., 15:00 Uhr  | NSC Cimbria 1900 (KLB)            | 2:1                   | VfB Berlin (KLA)                      |
| So 04.08., 15:00 Uhr  | Blau-Weiß Hohen Neuendorf (LL)    | 3:2                   | Traber FC Mariendorf (KLA)            |
| So 04.08., 15:00 Uhr  | SpVgg Hellas-Nordwest 04 (KLB)    | 0:5                   | Olympiakos Berlin (KLB)               |
| So 04.08., 15:00 Uhr  | Blau-Weiß Mahlsdorf Süd (KLB)     | 0:3                   | SC Staaken (LL)                       |
| So 04.08., 15:00 Uhr  | Sportfreunde Kladow (KLB)         | 2:3                   | SFC Stern 1900 (KLB)                  |
| So 04.08., 15:00 Uhr  | FC Concordia Wilhelmsruh (KLA)    | 4:2                   | SV Quarzglas Staaken (KLC)            |
| So 04.08., 15:00 Uhr  | TSV Eiche Köpenick (LL)           | 10:10                 | Blau-Weiß Friedrichshain (KLB)        |
| So 04.08., 15:00 Uhr  | SV Friedrichstadt (KLA)           | 0:5                   | SV Yeşilyurt Berlin (KLA)             |
| So 04.08., 15:00 Uhr  | SV Nord-Nordstern (KLA)           | 6:3                   | SV Eintracht Friedrichshagen (KLB)    |
| So 04.08., 15:00 Uhr  | Berliner TSV 1850 (KLC)           | 0:4                   | FC Vatanspor / Akcayspor 1976 (KLC)   |
| So 04.08., 15:00 Uhr  | FSV Hansa 07 Berlin (KLB)         | 2:3                   | SC Berliner Amateure (KLB)            |
| So 04.08., 15:00 Uhr  | SV Treptow 46 (KLA)               | 2:1                   | Grün Weiss Baumschulenweg (KLB)       |
| So 04.08., 15:00 Uhr  | SC Teutonia Spandau (LL)          | 2:7                   | Berliner AK 07 (KLA)                  |
| So 04.08., 15:00 Uhr  | SV Schmöckwitz-Eichwalde (LL)     | 3:5                   | ASV Berlin (KLC)                      |
| So 04.08., 15:00 Uhr  | Kabelwerk Köpenick (KLB)          | 0:9                   | 1. FC Lübars (LL)                     |
| So 04.08., 15:00 Uhr  | VSG Altglienicke (LL)             | 2:0                   | Eintracht Friedrichshain (KLB)        |
| So 04.08., 15:00 Uhr  | VfB Friedrichshain (KLB)          | 01:10                 | NFC Rot-Weiß Berlin (KLA)             |
| So 04.08., 15:00 Uhr  | FC Internationale Berlin (KLA)    | 1:0                   | Fortuna Biesdorf (LL)                 |
| So 04.08., 15:00 Uhr  | Eisenbahner SV Berlin (KLA)       | 0:3                   | MSV Normannia 08 (KLA)                |
| So 04.08., 15:00 Uhr  | Sportfreunde Johannisthal (KLA)   | 1:0                   | SC Borussia 1920 Friedrichsfelde (LL) |
| So 04.08., 15:00 Uhr  | ESV Lok Oberspree (KLB)           | 0:4                   | SSV Oberspree (KLA)                   |
| So 04.08., 15:00 Uhr  | Lichtenrader BC 25 (KLA)          | 1:2                   | 1. FC Wilmersdorf (LL)                |
| So 04.08., 15:00 Uhr  | SSV Köpenick (KLA)                | 1:1 n. V. (4:2 i. E.) | BFC Viktoria 1889 (KLA)               |
| So 04.08., 15:00 Uhr  | SC Siemensstadt (LL)              | 3:0                   | SV Berliner VG 49 (LL)                |
| So 04.08., 15:00 Uhr  | BSC Reinickendorf 21 (KLA)        | 4:0                   | Kickers Hirschgarten (KLB)            |
| So 04.08., 15:00 Uhr  | SC Tegel (KLA)                    | 6:2                   | FV Blau-Weiß Spandau (KLA)            |
| So 04.08., 15:00 Uhr  | SV Energie Berlin (KLB)           | 0:7                   | SV Corso 1899 / Vineta (KLB)          |
| So 04.08., 15:00 Uhr  | Weddinger FC (LL)                 | 3:3 n. V. (6:5 i. E.) | SC Borsigwalde 1910 (KLB)             |
| So 04.08., 15:00 Uhr  | Hilalspor Berlin (KLC)            | 1:1 n. V. (4:3 i. E.) | 1. FC Schöneberg (KLA)                |
| So 04.08., 15:00 Uhr  | BSC Rehberge 1945 (LL)            | 3:1                   | Alemannia 06 Haselhorst (KLB)         |
| So 04.08., 15:00 Uhr  | Berliner SV 1892 (KLA)            | 7:1                   | KSV Erdgas (KLC)                      |
| So 04.08., 15:00 Uhr  | Blau-Weiß Hohenschönhausen (KLB)  | 2:3                   | Frohnauer SC (LL)                     |
| Sa 04.08., 15:00 Uhr  | Rapide Wedding (LL)               | 2:0                   | Berliner Sport-Club (KLB)             |
| So 04.08., 15:00 Uhr  | HSG Humboldt-Uni (KLA)            | 1:8                   | FC Stern Marienfelde (KLA)            |
| So 04.08., 15:00 Uhr  | Grünauer BC (LL)                  | 4:2 n. V.             | Friedenauer TSC (KLA)                 |
| So 04.08., 15:00 Uhr  | SV Süden 09 (KLC)                 | 2:1                   | DJK Westen 23 (KLC)                   |
| So 04.08., 15:00 Uhr  | SV Berliner Brauereien (KLA)      | 0:2                   | VfB Britz (KLB)                       |
| So 04.08., 15:00 Uhr  | Rudower SV (KLC)                  | 2:0                   | Marzahner SV (KLA)                    |
| So 04.08., 15:00 Uhr  | BFV Blankenfelde (KLB)            | 0:1                   | FC Phönix 1956 (KLC)                  |
| So 04.08., 15:00 Uhr  | SG Rupenhorn (KLC)                | 2:0                   | Spandauer SC 99 (KLB)                 |
| So 04.08., 15:00 Uhr  | SSV Rot-Gelb 1950 (KLA)           | 1:1 n. V. (3:4 i. E.) | BFC Meteor 06 (KLB)                   |
| So 04.08., 15:00 Uhr  | HSV Rot-Weiß Berlin (KLA)         | 0:3                   | BSC Eintracht/Südring 1931 (KLB)      |
| So 04.08., 15:00 Uhr  | Lichtenberger SV Türkel (KLA)     | 0:0 n. V. (2:4 i. E.) | Neuköllner SC Sperber (KLC)           |
| So 04.08., 15:00 Uhr  | SV Berolina Mitte (KLB)           | 06:0 1                | Marzahner Füchse (KLB)                |
| So 04.08., 15:00 Uhr  | Post SV Berlin 1974 (KLA)         | 5:0                   | Steglitz GB (KLC)                     |
| So 04.08., 15:00 Uhr  | Eintracht Miersdorf/Zeuthen (KLA) | 0:1                   | Tasmania Berlin (LL)                  |
| So 04.08., 15:00 Uhr  | TSV Rudow (LL)                    | 8:0                   | FK Makedonija Berlin (KLC)            |
| So 04.08., 15:00 Uhr  | SG Prenzlauer Berg (KLB)          | 0:4                   | 1. FC Neukölln (LL)                   |
| So 04.08., 15:00 Uhr  | Concordia Wittenau (KLA)          | 2:0                   | BFC Südring (KLB)                     |
| So 04.08., 15:00 Uhr  | SSC Südwest 1947 (KLB)            | 2:0                   | SC Azur 1951 (KLC)                    |
| So 04.08., 15:00 Uhr  | SG Niederlehme (KLA)              | 3:1                   | SV IHB 90 Berlin (KLA)                |
| So 04.08., 15:00 Uhr  | SV Turbine Berlin (KLB)           | 1:2                   | BSC Kickers 1900 (KLB)                |
| So 04.08., 15:00 Uhr  | SG Eichkamp (KLB)                 | 6:0                   | WSG Panke 69 (KLB)                    |
| So 04.08., 15:00 Uhr  | Treptower SV 1949 (LL)            | 7:0                   | Mediziner SV (KLB)                    |
| So 04.08., 15:00 Uhr  | SC Union 06 Berlin (LL)           | 4:1                   | VSG Rahnsdorf (KLA)                   |
| So 04.08., 15:00 Uhr  | BSC Agrispor (KLB)                | 4:1                   | SV Motor Baumschulenweg (KLB)         |
| So 04.08., 15:00 Uhr  | SD Croatia Berlin (KLB)           | 4:2                   | KSF Umutspor (KLB)                    |
| So 04.08., 15:00 Uhr  | TSG Oberschöneweide (KLB)         | 06:0 2                | SG Wildau 48 (KLB)                    |
| So 04.08., 15:00 Uhr  | TSV Chemie Lichtenberg (KLB)      | 1:0                   | FCK Frohnau (KLC)                     |
| So 04.08., 15:00 Uhr  | Charlottenburger SV 1897 (KLA)    | 1:3                   | BFC Olympia 1953 (KLB)                |
| So 04.08., 15:00 Uhr  | SV Mühlenbeck (KLB)               | 0:2                   | VfB Neukölln (KLA)                    |
| So 04.08., 15:00 Uhr  | SG Blankenburg (KLB)              | 3:2                   | VSG Alex 78 (KLB)                     |
| So 04.08., 15:00 Uhr  | BSV Heinersdorf (KLA)             | 5:2                   | FSV Fortuna Pankow (KLA)              |
| So 04.08., 15:00 Uhr  | Schwarz-Weiß Spandau (LL)         | 3:4                   | FC Jugoslawia (KLA)                   |
| So 04.08., 15:00 Uhr  | Berolina Stralau (LL)             | 2:3                   | SC Lankwitz (KLB)                     |
| So 04.08., 15:00 Uhr  | SG Nordring 1949 (KLB)            | 3:2 n. V.             | ESV Lok Schöneweide (KLA)             |
| So 04.08., 15:00 Uhr  | FC Grunewald (KLC)                | 0:2                   | SC Heiligensee (KLA)                  |
| So 04.08., 15:00 Uhr  | BSC Comet (KLC)                   | 2:3                   | SV Frankonia Wernsdorf (KLA)          |
| So 04.08., 15:00 Uhr  | Tunesischer SV Berlin (KLC)       | 2:3                   | BSV AdW Berlin (KLB)                  |
| So 04.08., 15:00 Uhr  | SV IHW Alex 78 (KLA)              | 3:1                   | DJK Schwarz-Weiß Neukölln (KLC)       |
| So 04.08., 15:40 Uhr  | CFC Hertha 06 (KLA)               | 6:1                   | VfB Hermsdorf (KLC)                   |
| Mi 0.7.08., 18:00 Uhr | FV Wannsee (OL)                   | 7:1                   | SV Stern Britz (KLB)                  |
| Mi 0.7.08., 18:00 Uhr | FC Tiergarten 1958 (KLB)          | 1:5                   | BSV Rotation Berlin (OL)              |
| Mi 0.7.08., 18:00 Uhr | SC Charlottenburg (OL)            | 5:0                   | Adlershofer BC (KLA)                  |
| Mi 0.7.08., 18:00 Uhr | SV Konsum Berlin (KLA)            | 1:3                   | Hertha BSC Amateure (OL)              |
| Mi 0.7.08., 18:00 Uhr | FC Berlin (OL)                    | 13:10                 | VfB Einheit zu Pankow (KLA)           |
| Mi 0.7.08., 18:00 Uhr | Spandauer SV (OL)                 | 15:10                 | TSV Helgoland 1897 (KLC)              |
| Mi 0.7.08., 18:00 Uhr | 1. FC Union Berlin (OL)           | 5:1                   | SG Eumako Weißensee (LL)              |
| Mi 0.7.08., 18:00 Uhr | Spandauer BC 06 (OL)              | 2:0                   | SV Norden-Nordwest (KLA)              |
| Mi 0.7.08., 18:00 Uhr | Wartenberger SV (LL)              | 2:3                   | Berlin Türkspor (OL)                  |
| Mi 0.7.08., 18:00 Uhr | Blau-Weiß 90 Berlin Amateure (OL) | 3:5 n. V.             | Tennis Borussia Berlin (OL)           |
| Mi 0.7.08., 18:00 Uhr | PFV Bergmann-Borsig (OL)          | 6:2                   | FSV Grün-Rot 1981 (KLC)               |
| Mi 0.7.08., 18:00 Uhr | SpVgg DJK Burgund 1922 (KLC)      | 1:2                   | SC Gatow (OL)                         |
| Mi 0.7.08., 18:00 Uhr | Wacker 04 Berlin (OL)             | 6:2                   | BSV Hürtürk (KLB)                     |
| Mi 0.7.08., 18:00 Uhr | Türkiyemspor Berlin (OL)          | 3:0                   | Neuköllner Sportfreunde (KLA)         |
| Mi 0.7.08., 19:00 Uhr | NSC Südstern 08 (KLC)             | 0:5                   | Reinickendorfer Füchse (OL)           |
| Do 08.08., 18:00 Uhr  | Mariendorfer SV 06 (LL)           | 3:2                   | SV Lichtenberg 47 (OL)                |
| Do 08.08., 18:00 Uhr  | SV Berlin-Chemie Adlershof (KLA)  | 0:3                   | Hertha 03 Zehlendorf (OL)             |
| Do 08.08., 18:30 Uhr  | VfB Lichterfelde (OL)             | 7:0                   | SV Motor Köpenick (LL)                |
| Do 08.08., 18:30 Uhr  | BFC Preussen (OL)                 | 2:1                   | SC Westend 1901 (KLA)                 |
| Do 08.08., 18:30 Uhr  | BFC Alemannia 90 (KLA)            | 05:0 3                | Club Italia (KLC)                     |
| Do 08.08., 19:00 Uhr  | BSV Grün-Weiss Neukölln (KLB)     | 2:1                   | DJK Roland-Borsigwalde (KLB)          |
| Do 08.08., 19:30 Uhr  | FSV Spandauer Kickers (KLA)       | 01:2 n. V. 3          | SC Ruhleben (KLB)                     |
| 0                     |                                   | kampflos 4            | SC Union Südost (KLC)                 |
| 0                     |                                   | kampflos 5            | NSC Marathon 02 (OL)                  |

Durch ein Freilos zog der SV Adler Lichtenrade direkt in die 2. Hauptrunde ein.

### 2. Hauptrunde
An der 2. Hauptrunde nahmen die 107 Sieger der 1. Hauptrunde teil, wobei 21 Mannschaften ein Freilos hatten.
| Datum                 |                                     | Ergebnis              |                                  |
| --------------------- | ----------------------------------- | --------------------- | -------------------------------- |
| So 11.08., 15:00 Uhr  | BSV AdW Berlin (KLB)                | 4:2                   | SV Berolina Mitte (KLB)          |
| So 11.08., 15:00 Uhr  | Concordia Wittenau (KLA)            | 4:1                   | VfB Britz (KLB)                  |
| So 11.08., 15:00 Uhr  | SV IHW Alex 78 (KLA)                | 5:5 n. V. (4:3 i. E.) | SG NARVA Berlin (KLA)            |
| So 11.08., 15:00 Uhr  | BFC Olympia 1953 (KLB)              | 0:5                   | BSV Heinersdorf (KLA)            |
| So 11.08., 15:00 Uhr  | Sportfreunde Johannisthal (KLA)     | 5:2 n. V.             | Grünauer BC (LL)                 |
| So 11.08., 15:00 Uhr  | 1. FC Wilmersdorf (LL)              | 8:0                   | SG Schulzendorf (KLA)            |
| So 11.08., 15:00 Uhr  | Neuköllner SC Sperber (KLC)         | 0:5                   | MSV Normannia 08 (KLA)           |
| So 11.08., 15:00 Uhr  | Treptower SV 1949 (LL)              | 0:1                   | Minerva 93 Berlin (KLA)          |
| So 11.08., 15:00 Uhr  | SC Staaken (LL)                     | 6:0                   | SV Adler Lichtenrade (KLB)       |
| So 11.08., 15:00 Uhr  | FC Phönix 1956 (KLC)                | 0:1                   | SG Burgund Friedrichshagen (KLA) |
| So 11.08., 15:00 Uhr  | SC Union Südost (KLC)               | 1:1 n. V. (4:5 i. E.) | BSC Eintracht/Südring 1931 (KLB) |
| So 11.08., 15:00 Uhr  | FC Vatanspor / Akcayspor 1976 (KLC) | 3:0                   | BSC Rehberge 1945 (LL)           |
| So 11.08., 15:00 Uhr  | SV Treptow 46 (KLA)                 | 1:5                   | Post SV Berlin 1974 (KLA)        |
| So 11.08., 15:00 Uhr  | SG Rupenhorn (KLC)                  | 0:2                   | CFC Hertha 06 (KLA)              |
| So 11.08., 15:00 Uhr  | SC Siemensstadt (LL)                | 4:0                   | Rudower SV (KLC)                 |
| So 11.08., 15:00 Uhr  | SSV Oberspree (KLA)                 | 0:2                   | ASV Berlin (KLC)                 |
| So 11.08., 15:00 Uhr  | NFC Rot-Weiß Berlin (KLA)           | 2:5                   | TSV Rudow (LL)                   |
| So 11.08., 15:00 Uhr  | BSC Reinickendorf 21 (KLA)          | 2:1                   | BSC Agrispor (KLB)               |
| So 11.08., 15:00 Uhr  | 1. FC Lübars (LL)                   | 4:1                   | SV Dresdenia 1924 (KLC)          |
| So 11.08., 15:00 Uhr  | 1. FC Wacker Lankwitz (LL)          | 3:1                   | SV Frankonia Wernsdorf (KLA)     |
| So 11.08., 15:00 Uhr  | SFC Stern 1900 (KLB)                | 2:5                   | Tasmania Berlin (LL)             |
| So 11.08., 15:00 Uhr  | Blau-Weiß Hohen Neuendorf (LL)      | 2:1                   | BSC Göktürkspor (KLC)            |
| So 11.08., 15:00 Uhr  | Rapide Wedding (LL)                 | 1:2                   | SD Croatia Berlin (KLB)          |
| So 11.08., 15:00 Uhr  | SSC Südwest 1947 (KLB)              | 3:3 n. V. (3:2 i. E.) | SV Nord-Nordstern (KLA)          |
| So 11.08., 15:00 Uhr  | 1. FC Neukölln (LL)                 | 4:0                   | TSV Chemie Lichtenberg (KLB)     |
| So 11.08., 15:00 Uhr  | Weddinger FC (LL)                   | 1:2                   | TSV Eiche Köpenick (LL)          |
| So 11.08., 15:00 Uhr  | SG Eichkamp (KLB)                   | 2:2 n. V. (3:5 i. E.) | SV Süden 09 (KLC)                |
| Mi .14.08., 18:00 Uhr | NSC Marathon 02 (OL)                | 1:4                   | PFV Bergmann-Borsig (OL)         |
| Mi .14.08., 18:00 Uhr | Berlin Türkspor (OL)                | 1:4                   | Türkiyemspor Berlin (OL)         |
| Mi .14.08., 18:00 Uhr | FV Wannsee (OL)                     | 1:2                   | Spandauer BC 06 (OL)             |
| Mi .14.08., 18:00 Uhr | SC Charlottenburg (OL)              | 2:1                   | SC Union 06 Berlin (LL)          |
| Mi .14.08., 18:00 Uhr | 1. FC Union Berlin (OL)             | 9:2                   | SV Blau-Gelb Berlin (LL)         |
| Mi .14.08., 18:00 Uhr | FC Berlin (OL)                      | 8:0                   | VfB Neukölln (KLA)               |
| Mi .14.08., 18:00 Uhr | SC Tegel (KLA)                      | 2:5                   | Reinickendorfer Füchse (OL)      |
| Mi .14.08., 18:00 Uhr | BFC Preussen (OL)                   | 3:1                   | SC Ruhleben (KLB)                |
| Mi .14.08., 18:00 Uhr | Tennis Borussia Berlin (OL)         | 20:00                 | SG Blankenburg (KLB)             |
| Mi .14.08., 18:00 Uhr | TSG Oberschöneweide (KLB)           | 00:6 6                | Spandauer SV (OL)                |
| Mi .14.08., 18:00 Uhr | FC Internationale Berlin (KLA)      | 2:4                   | SC Gatow (OL)                    |
| Mi .14.08., 18:00 Uhr | Mariendorfer SV 06 (LL)             | 2:1                   | SG Niederlehme (KLA)             |
| Mi .14.08., 18:00 Uhr | SV Corso 1899 / Vineta (KLB)        | 2:6                   | Hertha 03 Zehlendorf (OL)        |
| Mi .14.08., 18:00 Uhr | BFC Alemannia 90 (KLA)              | 2:1                   | SV Sparta Lichtenberg (KLA)      |
| Do 15.08., 18:00 Uhr  | BSC Kickers 1900 (KLB)              | 0:4                   | Hertha BSC Amateure (OL)         |
| Do 15.08., 18:30 Uhr  | SV Yeşilyurt Berlin (KLA)           | 0:6                   | VfB Lichterfelde (OL)            |

Durch ein Freilos zogen der FC Concordia Wilhelmsruh, BFC Meteor 06, SC Berliner Amateure, SG Nordring 1949, BSV Grün-Weiss Neukölln, Hilalspor Berlin, SC Heiligensee, Wacker 04 Berlin, NSC Cimbria 1900, SC Lankwitz, BSV Rotation Berlin, Anadoluspor Berlin, Berliner AK 07, VSG Altglienicke, BFC Germania 1888, Frohnauer SC, FC Stern Marienfelde, Olympiakos Berlin, FC Jugoslawia, SSV Köpenick und der Berliner SV 1892 direkt in die 3. Hauptrunde ein.

### 3. Hauptrunde
An der 3. Hauptrunde nahmen die 64 Sieger der 2. Hauptrunde teil.
Die Auslosung wurde am 16. August 1991 vorgenommen.
| Datum                 |                                  | Ergebnis              |                                     |
| --------------------- | -------------------------------- | --------------------- | ----------------------------------- |
| Di 0.3.09., 18:00 Uhr | Tasmania Berlin (LL)             | 1:4                   | SC Charlottenburg (OL)              |
| Di 0.3.09., 18:00 Uhr | Hertha BSC Amateure (OL)         | 6:0                   | SSC Südwest 1947 (KLB)              |
| Mi 0.4.09., 18:00 Uhr | Sportfreunde Johannisthal (KLA)  | 6:2                   | Hilalspor Berlin (KLC)              |
| Mi 0.4.09., 18:00 Uhr | SV Süden 09 (KLC)                | 0:4                   | Wacker 04 Berlin (OL)               |
| Mi 0.4.09., 18:00 Uhr | FC Concordia Wilhelmsruh (KLA)   | 0:8                   | BSV Grün-Weiss Neukölln (KLB)       |
| Mi 0.4.09., 18:00 Uhr | Anadoluspor Berlin (KLC)         | 0:5                   | BSV Heinersdorf (KLA)               |
| Mi 0.4.09., 18:00 Uhr | Concordia Wittenau (KLA)         | 6:2                   | SC Siemensstadt (LL)                |
| Mi 0.4.09., 18:00 Uhr | Spandauer BC 06 (OL)             | 4:2 n. V.             | FC Stern Marienfelde (KLA)          |
| Mi 0.4.09., 18:00 Uhr | Olympiakos Berlin (KLB)          | 3:0                   | BFC Germania 1888 (KLA)             |
| Mi 0.4.09., 18:00 Uhr | BSC Eintracht/Südring 1931 (KLB) | 5:0                   | FC Vatanspor / Akcayspor 1976 (KLC) |
| Mi 0.4.09., 18:00 Uhr | MSV Normannia 08 (KLA)           | 5:5 n. V. (4:3 i. E.) | Blau-Weiß Hohen Neuendorf (LL)      |
| Mi 0.4.09., 18:00 Uhr | SC Gatow (OL)                    | 2:1                   | BSV Rotation Berlin (OL)            |
| Mi 0.4.09., 18:00 Uhr | TSV Eiche Köpenick (LL)          | 3:4 n. V.             | Reinickendorfer Füchse (OL)         |
| Mi 0.4.09., 18:00 Uhr | SC Lankwitz (KLB)                | 4:6 n. V.             | CFC Hertha 06 (KLA)                 |
| Mi 0.4.09., 18:00 Uhr | Tennis Borussia Berlin (OL)      | 7:1                   | SD Croatia Berlin (KLB)             |
| Mi 0.4.09., 18:00 Uhr | BFC Preussen (OL)                | 2:1                   | NSC Cimbria 1900 (KLB)              |
| Mi 0.4.09., 18:00 Uhr | Frohnauer SC (LL)                | 2:1                   | BFC Alemannia 90 (KLA)              |
| Mi 0.4.09., 18:00 Uhr | Berliner SV 1892 (KLA)           | 1:1 n. V. (5:4 i. E.) | Post SV Berlin 1974 (KLA)           |
| Mi 0.4.09., 18:00 Uhr | 1. FC Neukölln (LL)              | 0:4                   | Türkiyemspor Berlin (OL)            |
| Mi 0.4.09., 18:00 Uhr | Spandauer SV (OL)                | 2:1                   | FC Berlin (OL)                      |
| Mi 0.4.09., 18:00 Uhr | TSV Rudow (LL)                   | 4:1                   | Mariendorfer SV 06 (LL)             |
| Mi 0.4.09., 18:00 Uhr | BSV AdW Berlin (KLB)             | 1:7                   | FC Jugoslawia (KLA)                 |
| Mi 0.4.09., 18:00 Uhr | SV IHW Alex 78 (KLA)             | 5:2 n. V.             | ASV Berlin (KLC)                    |
| Mi 0.4.09., 18:00 Uhr | Hertha 03 Zehlendorf (OL)        | 3:0                   | BFC Meteor 06 (KLB)                 |
| Mi 0.4.09., 18:00 Uhr | 1. FC Union Berlin (OL)          | 6:0                   | SC Berliner Amateure (KLB)          |
| Mi 0.4.09., 19:30 Uhr | 1. FC Wacker Lankwitz (LL)       | 8:0                   | SSV Köpenick (KLA)                  |
| Do 05.09., 18:00 Uhr  | 1. FC Wilmersdorf (LL)           | 2:0                   | SC Staaken (LL)                     |
| Do 05.09., 18:15 Uhr  | BSC Reinickendorf 21 (KLA)       | 2:2 n. V. (5:6 i. E.) | SC Heiligensee (KLA)                |
| Do 05.09., 18:30 Uhr  | SG Burgund Friedrichshagen (KLA) | 7:0                   | SG Nordring 1949 (KLB)              |
| Do 05.09., 18:30 Uhr  | VfB Lichterfelde (OL)            | 2:1 n. V.             | 1. FC Lübars (LL)                   |
| Di .10.09., 17:30 Uhr | PFV Bergmann-Borsig (OL)         | 8:0                   | VSG Altglienicke (LL)               |
| Mi .11.09., 17:00 Uhr | Minerva 93 Berlin (KLA)          | 05:0 7                | Berliner AK 07 (KLA)                |

### 4. Hauptrunde
An der 4. Hauptrunde nahmen die 32 Sieger der 3. Hauptrunde teil.
Die Auslosung wurde am 13. September 1991 vorgenommen.
| Datum                 |                                  | Ergebnis              |                                  |
| --------------------- | -------------------------------- | --------------------- | -------------------------------- |
| So 20.10., 11:00 Uhr  | Spandauer BC 06 (OL)             | 2:3                   | Wacker 04 Berlin (OL)            |
| So 20.10., 14:00 Uhr  | SC Gatow (OL)                    | 0:4                   | Tennis Borussia Berlin (OL)      |
| So 20.10., 14:00 Uhr  | Frohnauer SC (LL)                | 0:0 n. V. (1:3 i. E.) | PFV Bergmann-Borsig (OL)         |
| So 20.10., 14:00 Uhr  | Reinickendorfer Füchse (OL)      | 4:1 n. V.             | SC Charlottenburg (OL)           |
| So 20.10., 14:00 Uhr  | Spandauer SV (OL)                | 4:1                   | BFC Preussen (OL)                |
| So 20.10., 14:00 Uhr  | VfB Lichterfelde (OL)            | 8:0                   | CFC Hertha 06 (KLA)              |
| Mi .20.11., 11:00 Uhr | Türkiyemspor Berlin (OL)         | 7:0                   | SV IHW Alex 78 (KLA)             |
| Mi .20.11., 11:00 Uhr | FC Jugoslawia (KLA)              | 4:2                   | 1. FC Wacker Lankwitz (LL)       |
| Mi .20.11., 11:00 Uhr | TSV Rudow (LL)                   | 1:4                   | 1. FC Wilmersdorf (LL)           |
| Mi .20.11., 11:00 Uhr | BSV Heinersdorf (KLA)            | 1:5                   | Hertha 03 Zehlendorf (OL)        |
| Mi .20.11., 11:00 Uhr | Sportfreunde Johannisthal (KLA)  | 0:2                   | Minerva 93 Berlin (KLA)          |
| Mi .20.11., 11:00 Uhr | SG Burgund Friedrichshagen (KLA) | 1:3                   | MSV Normannia 08 (KLA)           |
| Mi .20.11., 13:45 Uhr | Olympiakos Berlin (KLB)          | 0:1                   | 1. FC Union Berlin (OL)          |
| Mi .20.11., 14:00 Uhr | Berliner SV 1892 (KLA)           | 1:3                   | Hertha BSC Amateure (OL)         |
| Mi .20.11., 14:00 Uhr | SC Heiligensee (KLA)             | 1:1 n. V. (2:4 i. E.) | BSV Grün-Weiss Neukölln (KLB)    |
| Mi .20.11., 14:00 Uhr | Concordia Wittenau (KLA)         | 4:2                   | BSC Eintracht/Südring 1931 (KLB) |

### Achtelfinale
Am Achtelfinale nahmen die 16 Sieger der 3. Hauptrunde teil.
Die Auslosung wurde am 25. November 1991 vorgenommen.
| Datum                 |                             | Ergebnis              |                               |
| --------------------- | --------------------------- | --------------------- | ----------------------------- |
| So 19.01., 14:00 Uhr  | Minerva 93 Berlin (KLA)     | 1:5                   | MSV Normannia 08 (KLA)        |
| Sa 25.01., 14:00 Uhr  | VfB Lichterfelde (OL)       | 1:3                   | Spandauer SV (OL)             |
| So 26.01., 14:00 Uhr  | Wacker 04 Berlin (OL)       | 1:3                   | Hertha BSC Amateure (OL)      |
| Mi .29.01., 19:00 Uhr | 1. FC Wilmersdorf (LL)      | 05:0 8                | BSV Grün-Weiss Neukölln (KLB) |
| Mi .29.01., 19:00 Uhr | Tennis Borussia Berlin (OL) | 09:2 8                | FC Jugoslawia (KLA)           |
| Do 30.01., 18:30 Uhr  | Hertha 03 Zehlendorf (OL)   | 03:1 8                | Concordia Wittenau (KLA)      |
| So 02.02., 14:00 Uhr  | 1. FC Union Berlin (OL)     | 2:2 n. V. (3:4 i. E.) | Türkiyemspor Berlin (OL)      |
| So 09.02., 14:00 Uhr  | Reinickendorfer Füchse (OL) | 1:0                   | PFV Bergmann-Borsig (OL)      |

### Viertelfinale
Am Viertelfinale nahmen die acht Sieger aus dem Achtelfinale teil.
Die Auslosung wurde am 7. Februar 1992 vorgenommen.
| Datum                 |                             | Ergebnis     |                             |
| --------------------- | --------------------------- | ------------ | --------------------------- |
| Mi 0.1.04., 17:30 Uhr | Reinickendorfer Füchse (OL) | 3:1          | Spandauer SV (OL)           |
| Mi 0.1.04., 17:30 Uhr | MSV Normannia 08 (KLA)      | 2:4          | Tennis Borussia Berlin (OL) |
| Mi 0.1.04., 17:30 Uhr | Hertha BSC Amateure (OL)    | 2:0          | 1. FC Wilmersdorf (LL)      |
| Do 23.04., 18:00 Uhr  | Türkiyemspor Berlin (OL)    | 01:2 n. V. 9 | Hertha 03 Zehlendorf (OL)   |

### Halbfinale
Am Halbfinale nahmen die vier Sieger aus dem Viertelfinale teil.
Die Auslosung wurde am 3. April 1992 vorgenommen.
| Datum                 |                             | Ergebnis              |                             |
| --------------------- | --------------------------- | --------------------- | --------------------------- |
| Mi .22.04., 19:00 Uhr | Tennis Borussia Berlin (OL) | 1:1 n. V. (0:3 i. E.) | Reinickendorfer Füchse (OL) |
| Do 23.05., 18:00 Uhr  | Hertha 03 Zehlendorf (OL)   | 2:4                   | Hertha BSC Amateure (OL)    |

### Finale
| Reinickendorfer Füchse                                        | Reinickendorfer Füchse | Hertha BSC Amateure | Hertha BSC Amateure |
| ------------------------------------------------------------- | --- | --- | ------------------- |
| Reinickendorfer Füchse                                        | \| Freitag, 29. Mai 1992 um 19:00 Uhr in Berlin (Mommsenstadion) \| \| Ergebnis: 0:1 (0:0) \| \| Zuschauer: 1.418 \| \| Schiedsrichter: Jörg Weber \|                                                                                               | \| Freitag, 29. Mai 1992 um 19:00 Uhr in Berlin (Mommsenstadion) \| \| Ergebnis: 0:1 (0:0) \| \| Zuschauer: 1.418 \| \| Schiedsrichter: Jörg Weber \|                                                                                             | Hertha BSC Amateure |
| Reinickendorfer Füchse                                        | Jörg Kämpfe – Michael Schmalz – Detlef Weichmann, Olaf Kapagiannidis – Jörg Blüthmann, Michael Steiner (85. Bernd Maier), Stephan Pietsch (85. Burak Benli), Stefan Thiel – Jürgen Rinke, Stephan Kuhlow, Mayk Goschin Cheftrainer: Gerd Achterberg | Dirk Heinrichs – Sven Meyer – Sascha Höpfner, Thomas Zetzmann, Wolfgang Kolczyk – Manuel Hübner (86. Zeljko Poljak), Oliver Holzbecher, Peter Kaehlitz, Martin Zimmer – Steffen Milenz, Ayhan Gezen (85. Karsten Nied) Cheftrainer: Karsten Heine | Hertha BSC Amateure |
| Reinickendorfer Füchse                                        | 0:1 Steffen Milenz (84.) | | Hertha BSC Amateure |
| Reinickendorfer Füchse                                        | Michael Schmalz, Mayk Goschin | | Hertha BSC Amateure |
| Reinickendorfer Füchse                                        | Zeitstrafe (10min): Mayk Goschin (48.) | | Hertha BSC Amateure |
| Freitag, 29. Mai 1992 um 19:00 Uhr in Berlin (Mommsenstadion) | | |                     |
| Ergebnis: 0:1 (0:0)                                           | | |                     |
| Zuschauer: 1.418                                              | | |                     |
| Schiedsrichter: Jörg Weber                                    | | |                     |

## Der Landespokalsieger im DFB-Pokal 1992/93
| Datum                       |                             | Ergebnis  |                           | Runde         |
| --------------------------- | --------------------------- | --------- | ------------------------- | ------------- |
| 0                           |                             | Freilos   |                           | 1. Hauptrunde |
| Sa., 12.09.1992, 15:00 Uhr  | Hertha BSC Amateure (III)   | 3:0 (2:0) | SGK Heidelberg (IV)       | 2. Hauptrunde |
| Sa., 10.10.1992, 14:00 Uhr  | Hertha BSC Amateure (III)   | 4:2 (1:1) | VfB Leipzig (II)          | 3. Hauptrunde |
| Fr., 0.6.11.1992, 20:00 Uhr | Hertha BSC Amateure (III)   | 4:3 (0:1) | Hannover 96 (II)          | Achtelfinale  |
| Di., 0.1.12.1992, 20:00 Uhr | Hertha BSC Amateure (III)   | 2:1 (0:0) | 1. FC Nürnberg (I)        | Viertelfinale |
| Mi., .31.03.1993, 20:15 Uhr | Hertha BSC Amateure (III)   | 2:1 (2:1) | Chemnitzer FC (II)        | Halbfinale    |
| Sa., 12.06.1993, 18:00 Uhr  | TSV Bayer 04 Leverkusen (I) | 1:0 (0:0) | Hertha BSC Amateure (III) | Finale        |